# Nevada (Band)
Nevada war eine portugiesische Schlagerband der 1980er Jahre. 

## Werdegang
Aus den beiden Sängern Jorge Mendes und Alfredo Azinheira gebildet, vertrat die Gruppe Portugal beim Concours Eurovision de la Chanson 1987 in Brüssel. Mit dem Schlager Neste barco à vela landeten sie auf Platz 18.
Nach dem Wettbewerb verließ Jorge Mendes die Gruppe und Azinheira versuchte die Gruppe als Trio (mit den Sängerinnen Fernanda Lopes und Carla Burity) weiterzuführen.